# Bilinguisme anglais-français au Nouveau-Brunswick
Dans l'histoire de la province canadienne du Nouveau-Brunswick, de nombreux procès, lois et émeutes ont fait progresser l'égalité linguistique entre les Canadiens anglais et les Acadiens.

## La politique de bilinguisme du Nouveau-Brunswick
La minorité francophone/acadienne du Nouveau-Brunswick ne bénéficia d'aucune protection linguistique depuis la création de la colonie (séparée de la Nouvelle Écosse) en 1784 jusqu'aux années 1960. Les seules dispenses furent en matière de l'éducation, comme l'article 133 de la Loi constitutionnelle canadienne 1867, qui protégea les écoles confessionnelles des minorités religieuses dans chaque province (les écoles catholiques utilisaient souvent la langue française pour les écoles qui servirent les francophones hors Québec). L'année suivant, le gouvernement provincial attribua une charte universitaire au Collège Saint-Joseph (établissement francophone et bilingue) à Memramcook, la première politique d'appui à la langue française ou au bilinguisme lui-même.  La «Common Schools Act» (1871) du Nouveau Brunswick proposa un réseau scolaire séculier et public au Nouveau-Brunswick, mais négligea de mentionner la langue française, donc créa de fait un réseau purement anglais . Or, l'année suivante, le gouvernement décida de permettre l'enseignement en français dans les écoles publiques qui servirent les communautés où les francophones étaient nombreux.
L'arrivée au pouvoir du Premier Ministre Louis Robichaud en 1960 (le premier politicien de langue maternelle française à diriger le gouvernement du Nouveau-Brunswick) marqua la culmination d'un processus de valorisation de la culture acadienne et l'auto-détermination par les Acadiens du Nouveau-Brunswick. Son gouvernement (libéral et majoritaire) créa la première université publique francophone au Nouveau-Brunswick (et aux Maritimes), l'Université de Moncton, et commença la politique de bilinguisme officiel avec la Loi sur les Langues Officielles en 1969. Le droit de chaque communauté de langue officielle à disposer de ses propres institutions (hôpitaux et centres de santé, écoles, universités, organismes communautaires, etc.) fut consacré par la Loi reconnaissant l'égalité des deux communautés linguistiques officielles au Nouveau-Brunswick en 1981.

## La baisse constante du poids des francophones
Toutefois, le poids des francophones baisse de manière constante au niveau provincial. En se basant sur le critère de la langue maternelle, leur poids est ainsi passé de 35,9 % de la population du Nouveau-Brunswick en 1951, à 32,4 % à 2016 (et même à 31,8 % selon le critère de la première langue officielle parlée, qui inclut également les allophones utilisant le français en premier). Selon l'expert Ilyes Zouari, spécialiste du monde francophone, les Acadiens du Nouveau-Brunswick devraient avoir un indice synthétique de fécondité (ISF) de 2,7 enfants par femme, soit environ le double du niveau actuel (un des plus faibles au monde), afin de pouvoir maintenir leur poids au niveau provincial sur le long terme. Et ce, puisqu'il convient de tenir compte d'une immigration désormais importante et très majoritairement anglophone (à plus de 80 %, l'immigration étant gérée par un gouvernement principalement anglophone), du taux d'assimilation des francophones à chaque génération (environ 20 %, et particulièrement dans le sud-est) et du taux d'assimilation des immigrés francophones (censés pourtant renforcer la population de langue française de la province). À défaut d'atteindre ce niveau de fécondité, la création d'une province acadienne, regroupant les territoires acadiens du Nouveau-Brunswick, serait alors inévitable selon ce même expert ,.

## Gendarmerie royale du Canada
En février 2008, la Cour suprême du Canada a statué que la Gendarmerie royale du Canada était obligée d'offrir un service bilingue dans la province.